# Flora Rheta Schreiber
 (septembre 2024).
La mise en forme du texte ne suit pas les recommandations de Wikipédia : il faut le « wikifier ».
Les points d'amélioration suivants sont les cas les plus fréquents. Le détail des points à revoir est peut-être précisé sur la page de discussion.
- Les titres sont pré-formatés par le logiciel. Ils ne sont ni en capitales, ni en gras.
- Le texte ne doit pas être écrit en capitales (les noms de famille non plus), ni en gras, ni en italique, ni en « petit »…
- Le gras n'est utilisé que pour surligner le titre de l'article dans l'introduction, une seule fois.
- L'italique est rarement utilisé : mots en langue étrangère, titres d'œuvres, noms de bateaux, etc.
- Les citations ne sont pas en italique mais en corps de texte normal. Elles sont entourées par des guillemets français : « et ».
- Les listes à puces sont à éviter, des paragraphes rédigés étant largement préférés. Les tableaux sont à réserver à la présentation de données structurées (résultats, etc.).
- Les appels de note de bas de page (petits chiffres en exposant, introduits par l'outil «  Source ») sont à placer entre la fin de phrase et le point final[comme ça].
- Les liens internes (vers d'autres articles de Wikipédia) sont à choisir avec parcimonie. Créez des liens vers des articles approfondissant le sujet. Les termes génériques sans rapport avec le sujet sont à éviter, ainsi que les répétitions de liens vers un même terme.
- Les liens externes sont à placer uniquement dans une section « Liens externes », à la fin de l'article. Ces liens sont à choisir avec parcimonie suivant les règles définies. Si un lien sert de source à l'article, son insertion dans le texte est à faire par les notes de bas de page.
- La présentation des références doit suivre les conventions bibliographiques. Il est recommandé d'utiliser les modèles {{Ouvrage}}, {{Chapitre}}, {{Article}}, {{Lien web}} et/ou {{Bibliographie}}. Le mode d'édition visuel peut mettre en forme automatiquement les références.
- Insérer une infobox (cadre d'informations à droite) n'est pas obligatoire pour parachever la mise en page.

Pour une aide détaillée, merci de consulter Aide:Wikification.
Si vous pensez que ces points ont été résolus, vous pouvez retirer ce bandeau et améliorer la mise en forme d'un autre article.
Flora Rheta Schreiber (24 avril 1918 - 3 novembre 1988) est une journaliste américaine et l'auteure du best-seller Sybil, paru en 1973. Pendant de nombreuses années, elle a également été professeur d’anglais au John Jay College of Criminal Justice.
Son livre à succès, Sybil (1973), raconte l'histoire d'une femme, identifiée des années plus tard comme Shirley Ardell Mason, qui souffrait d'un trouble dissociatif de l'identité et prétendument de 16 personnalités différentes. Le nom de « Sybil Isabel Dorsett » a été utilisé pour dissimuler l'identité de Mason, car elle insistait sur la protection de sa vie privée. Schreiber a ensuite écrit The Shoemaker, un livre relatant l'histoire vraie de Joseph Kallinger, un tueur en série diagnostiqué avec une schizophrénie paranoïde.
Les documents de Schreiber sont conservés dans l'unité des collections spéciales de la bibliothèque Lloyd Sealy du John Jay College. La collection est une documentation complète de sa vie et de sa carrière.